# 6-Stunden-Rennen von Watkins Glen 1968

Streckenlayout 1968

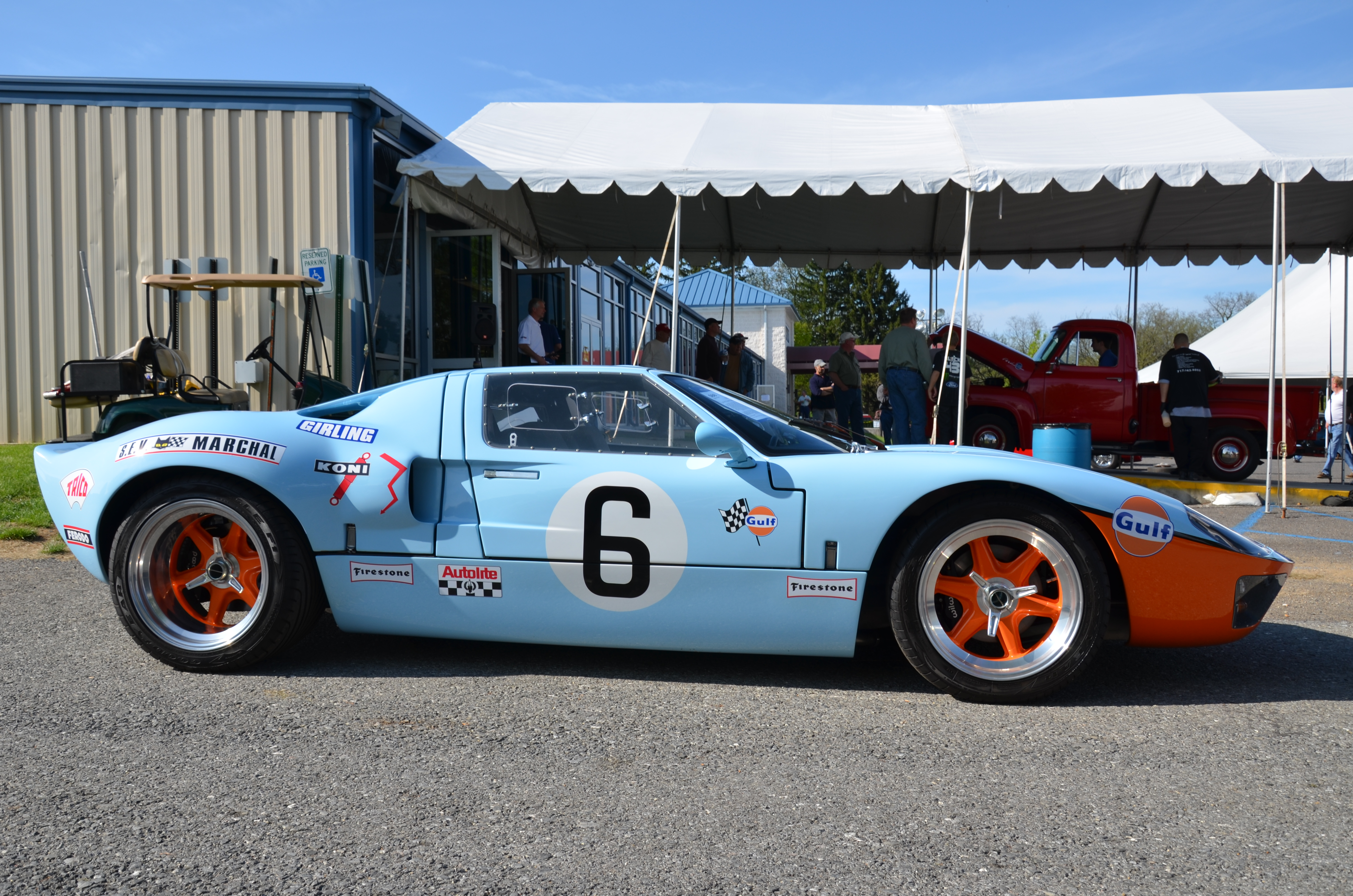
Ford GT40 mit der Startnummer 6; Paul Hawkins und David Hobbs fuhren den Wagen an die zweite Stelle der Gesamtwertung

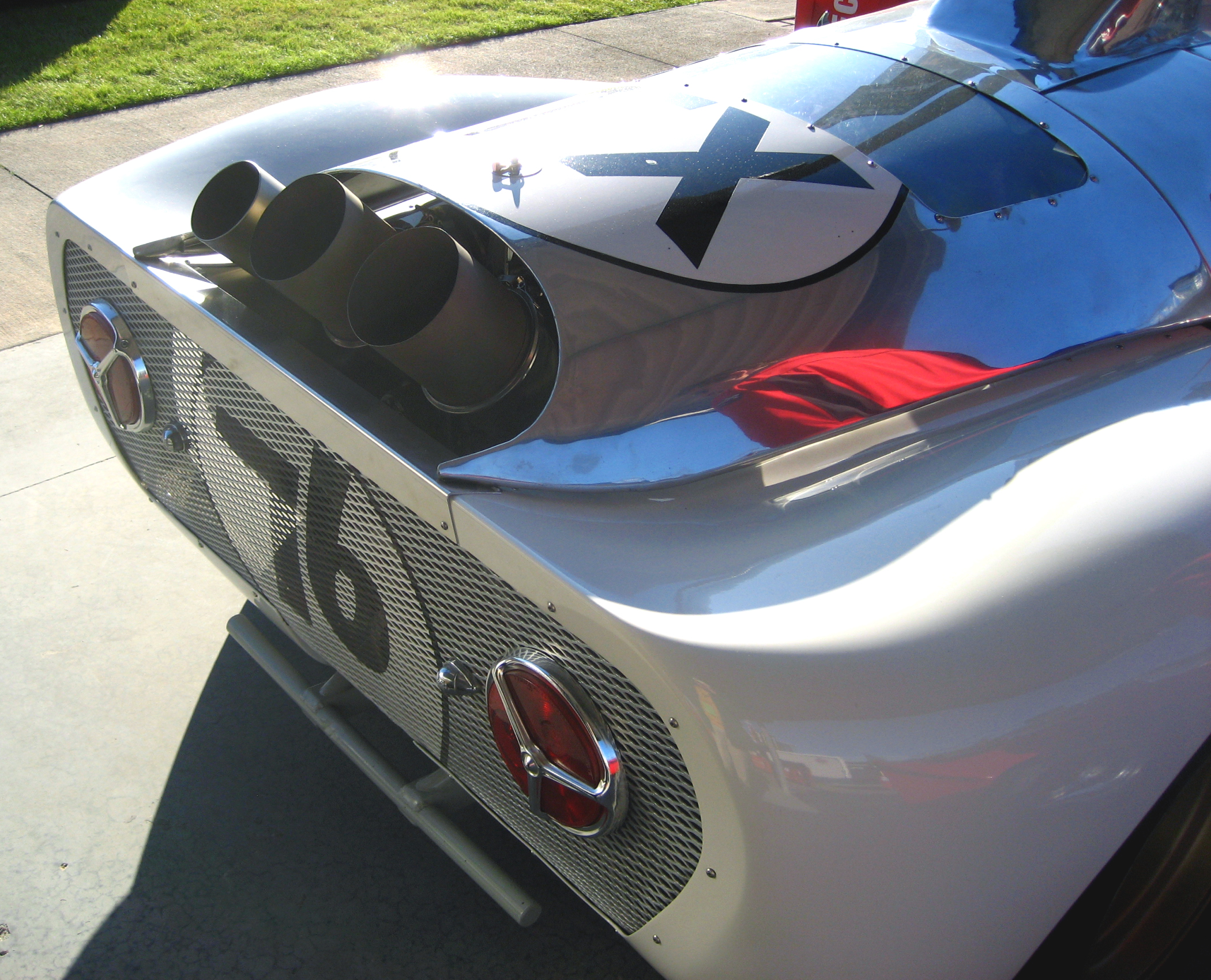
Heck eines Howmet TX mit den Auspuffrohren für die Gasturbine

Das erste  6-Stunden-Rennen von Watkins Glen, auch 21st Annual Watkins Glen Sports Car Road Race (6 Hours of Endurance For World Championship of Manufacturers), Watkins Glen, fand am 14. Juli 1968 in Watkins Glen statt und war der achte Wertungslauf der Sportwagen-Weltmeisterschaft dieses Jahres.

## Vor dem Rennen
1948 wurde in der Kleinstadt Watkins Glen, im US-amerikanischen Bundesstaat New York, erstmals ein Sportwagenrennen ausgetragen. Gefahren wurde auf öffentlichen Straßen mit einer Distanz von 80 Kilometern. Sieger war Frank Griswold auf einem Alfa Romeo 8C 2900B. 1956 – George Constantine gewann auf einem Jaguar D-Type – wechselte die Veranstaltung auf die permanente Strecke des Watkins Glen International Circuit und wurde in der Folge zu einem Langstreckenrennen. 1968 wurde zum ersten Mal das 6-Stunden-Rennen ausgeschrieben, die Fahrzeit entsprach einer Distanz von knapp 1000 Kilometern.
Das Rennen in Watkins Glen war nach dem 24-Stunden-Rennen von Daytona und dem 12-Stunden-Rennen von Sebring 1968 bereits das dritte Rennen mit einem Weltmeisterschaftsstatus in den Vereinigten Staaten. Nach sieben Weltmeisterschaftsläufen hatte Porsche nach vier Gesamtsiegen 47 Meisterschaftspunkte zu Buche stehen und führte die Gesamtwertung vor dem großen Konkurrenten Ford an. Nach drei Erfolgen lag der US-amerikanische Hersteller mit 31 Punkten klar hinter dem Sportwagenbauer aus Zuffenhausen. Sollte ein Porsche-Rennwagen das 6-Stunden-Rennen gewinnen, wäre die Weltmeisterschaft mit dem Gesamtsieg für das deutsche Team entschieden.

## Das Rennen
Das Porsche-Team reiste mit vier 908 Kurzheck an. Änderungen zu den Vorgängerrennen gab es bei den Fahrerpaarungen. Porsche-Rennleiter Fritz Huschke von Hanstein wollte nichts dem Zufall überlassen und verpflichtete mit den Streckenverhältnissen in Watkins Glen vertraute Piloten. Joe Buzzetta war seit 1965 Werksfahrer bei Porsche und kam sporadisch auch in der Sportwagen-Weltmeisterschaft zum Einsatz. 1967 hatte er gemeinsam mit Udo Schütz auf einem Porsche 910 das 1000-km-Rennen auf dem Nürburgring gewonnen. Ein Neuling bei Porsche war sein Teamkollege George Follmer. Der 34-jährige Follmer war in Nordamerika als USAC-Championship-Car-Series-Pilot bekannt und galt als Kenner der Strecke. Auch Scooter Patrick war für Porsche schon als Werksfahrer aktiv gewesen. 1967 war er mit Partner Gerhard Mitter Gesamtdritter beim 12-Stunden-Rennen von Sebring geworden und hatte in seiner bisherigen Karriere viele Rennen mit Porsche-Rennwagen bestritten. Ein weiterer Neuling war der junge Japaner Tetsu Ikuzawa, der in der britischen Formel-3-Meisterschaft einige Erfolge feiern konnte. Huschke von Hanstein war er beim 500-km-Rennen auf dem Nürburgring 1967 positiv aufgefallen. Dort war er auf einem Honda S800 Gesamtelfter geworden und hatte bei seinem Klassensieg viele hubraumstärkere Sportwagenteams hinter sich gelassen. Die beiden weiteren Teams wurden von Jo Siffert/Vic Elford und Hans Herrmann/Richard Attwood gebildet.
John Wyer setzte auch in Watkins Glen zwei Ford GT40 ein, die beide neue 5-Liter-V8-Motor mit Weslake-Zylinderköpfen erhielten. Fünf Tage vor dem Rennen hatte Wyer-Stammfahrer Brian Redman beim Großen Preis von Belgien in Spa-Francorchamps einen schweren Unfall. Nach einem Aufhängungsschaden am Copper T86B kam er von der Strecke ab, der Wagen durchschlug eine Barriere und prallte in ein geparktes Fahrzeug. Redman brach sich einen Arm und erlitt leichte Brandverletzungen. Redmans Ersatz als Partner von Jacky Ickx war Lucien Bianchi. Den zweiten Wagen fuhren Paul Hawkins und David Hobbs.
Ray Heppenstall meldete zwei Howmet TX mit Continental Aviation & Engineering-Gasturbinen für sich und Dick Thompson sowie Hugh Dibley und Bob Tullius. Das North American Racing Team von Luigi Chinetti brachte zwei Ferrari an die Strecke. Einen Dino 206 für Charlie Kolb und Ricardo Rodríguez-Cavazos und einen 275 GTB/4 für Bob Grossman und Ronnie Bucknum.

### Der Rennverlauf
Den besten Start hatte Jacky Ickx vom zweiten Startplatz aus, der jedoch noch in der ersten Runde vom Trainingsschnellsten Jo Siffert von der Spitze verdrängt wurde. Hinter Ickx folgten die drei restlichen Porsche in der Reihenfolge Scooter Patrick, Hans Herrmann und George Follmer. An der sechsten Stelle lag Dick Thompson im schnelleren der beiden Howmet vor Joakim Bonnier im Lola T70 Mk.3 GT und Paul Hawkins im zweiten Wyer-GT40. Zwölf Runden dauerte die Führung von Jo Siffert, dann holte sich Jacky Ickx die Spitzenposition zurück. Zu diesem Zeitpunkt begannen die Probleme bei Porsche. George Follmer verschaltete sich beim Zurückschalten und überdrehte dabei den Achtzylinder-Boxermotor des 908. Der Wagen fiel daraufhin mit Motorschaden aus. Nach einer Stunde Rennzeit kam Jo Siffert mit einem festgelaufenen Radlager an die Boxen. Während die Porsche-Mechaniker versuchten das Lager so schnell wie möglich zu wechseln, stoppte Hans Herrmann mit einem überdrehten Wechselstromgenerator. Zu allem Überfluss kam zur gleichen Zeit auch der an zweiter Stelle liegende Scooter Patrick an die Boxen. Patrick war es im heißen Cockpit übel geworden. Er konnte den Wagen gerade noch an die Boxen bringen, bevor er das Bewusstsein verlor. Mechaniker halfen dem völlig erschöpften Piloten aus dem Wagen. Von Hanstein schickte Richard Attwood mit diesem Fahrzeug wieder auf die Bahn und setzte den eigentlichen Partner von Patrick, Ikuzawa, in den 908 von Hans Herrmann. Als alle Porsche wieder im Rennen waren, hatten die beiden GT40 teilweise mehrere Runden Vorsprung. Nach drei Stunden Rennzeit waren sowohl Attwood als auch Vic Elford mit Radlagerschaden an ihren 908 ausgefallen. Damit war nur noch der Wagen von Scooter Patrick und dessen neuem Partner Ikuzawa im Rennen. Jo Siffert fuhr einige Stints mit dem Wagen, der nach einem Batteriewechsel und einer Reparatur am Gaspedal hoffnungslos zurücklag. 
An der Spitze fuhren die beiden GT40 stundenlang unbehindert ihre Runden. Spannung kam erst auf, als Lucien Bianchi nach einem Reifenschaden 1 ½ Minuten an der Box verlor. Hawkins und Hobbs hielten sich jedoch an das bereits zur Halbzeit ausgegebene Rennleiterkommando „Slow“ und „Stay in your Position“ und fuhren während des gesamten Rennes hinter dem Wagen der Teamkollegen her, der auch unter einem unregelmäßigen Öldruck litt. Nach einer Fahrzeit von 6:00:26,080 Stunden hatten Ickx/Bianchi einen Vorsprung von 11 Sekunden auf Hawkins/Hobbs.
Als Gesamtdritte kamen Ray Heppenstall und Dick Thompson im Howmet ins Ziel, die damit die erste Podiumsplatzierung für den Gasturbinen-Rennwagen erreichten.

## Ergebnisse

### Schlussklassement
| 1               | S 5.0    | 5  | J. W. Automotive Engineering Ltd. | Jacky Ickx Lucien Bianchi                     | Ford GT40              | 286 |
| 2               | S 5.0    | 6  | J. W. Automotive Engineering Ltd. | Paul Hawkins David Hobbs                      | Ford GT40              | 286 |
| 3               | P 3.0    | 76 | Howmet Corporation                | Dick Thompson Ray Heppenstall                 | Howmet TX Continental  | 267 |
| 4               | S 2.0    | 88 | Foreign Car Sales                 | Werner Frank Ralph Trieschmann                | Porsche 906E           | 259 |
| 5               | S 2.0    | 14 | B & B Motors Ltd.                 | Bob Bailey Jim Locke                          | Porsche 906LE          | 257 |
| 6               | P 3.0    | 2  | Porsche System Engineering Ltd.   | Hans Herrmann Tetsu Ikuzawa Jo Siffert        | Porsche 908            | 257 |
| 7               | P 2.0    | 21 | North American Racing Team        | Charlie Kolb Ricardo Rodríguez-Cavazos        | Ferrari Dino 206S      | 247 |
| 8               | GT 2.0   | 59 | Brumos Porsche Corp.              | Bert Everett Peter Gregg                      | Porsche 911T           | 244 |
| 9               | S 5.0    | 22 | North American Racing Team        | Bob Grossman Ronnie Bucknum                   | Ferrari 275 GTB/4      | 241 |
| 10              | S 5.0    | 11 | Ecurie Bonnier                    | Jo Bonnier Chuck Parsons                      | Lola T70 Mk.3 GT       | 240 |
| 11              | GT + 2.0 | 12 | Robert Johnson                    | Bob Johnson Robert Johnson                    | Chevrolet Corvette 427 | 238 |
| 12              | P 3.0    | 67 | Howmet Corporation                | Hugh Dibley Bob Tullius                       | Howmet TX Continental  | 229 |
| 13              | P 2.0    | 73 | Baker Motor Co. Inc.              | Clive Baker Paul Richards Jim Baker           | Austin-Healey Sprite   | 228 |
| 14              | GT 2.0   | 94 | Ralph Meaney                      | Ralph Meaney Alex Dearborn                    | Porsche 911            | 213 |
| 15              | S 5.0    | 7  | William Wonder                    | William Wonder Ray Cuomo Raymond Caldwell     | Ford GT40              | 212 |
| Disqualifiziert |          |    |                                   |                                               |                        |     |
| 16              | GT + 2.0 | 99 | Pegasus Racing Team               | Sidney Finkel James Sutter                    | Shelby GT350           | 25  |
| 17              | S 2.0    | 37 | Dieter Oest                       | Dieter Oest Nick Davidson                     | Porsche 904 GTS        | 20  |
| 18              | S 2.0    | 93 | Arthur Mollin Racing              | Arthur Mollin Art Riley                       | TVR Grantura           | 9   |
| Ausgefallen     |          |    |                                   |                                               |                        |     |
| 19              | S 2.0    | 47 | Andre Prefontaine                 | Andre Prefontaine Peter Roberts               | Lotus 47               | 181 |
| 20              | P 3.0    | 3  | Porsche System Engineering Ltd.   | Scooter Patrick Richard Attwood Joe Buzzetta  | Porsche 908            | 145 |
| 21              | P 3.0    | 1  | Porsche System Engineering Ltd.   | Jo Siffert Vic Elford                         | Porsche 908            | 109 |
| 22              | GT 2.0   | 97 | Herrington Motors Inc.            | William Herrington Rick Mansfield Jerry Walsh | MGB GT                 | 106 |
| 23              | S 2.0    | 58 | Jacques Duval                     | Jacques Duval Jean-Paul Ostiguy               | Porsche 906            | 105 |
| 24              | GT 2.0   | 86 | Craig Hill                        | Craig Hill Bill Brack                         | Triumph GT6            | 91  |
| 25              | GT + 2.0 | 9  | Sunray-DX Oil Co.                 | Don Yenko Dave Morgan                         | Chevrolet Corvette 427 | 84  |
| 26              | P 3.0    | 10 | John Woolfe Racing                | John Woolfe David Piper                       | Chevron B12            | 26  |
| 27              | P 2.0    | 33 | Ausca Racing Inc.                 | Horst Kwech John Martino                      | Alfa Romeo T33/2       | 17  |
| 28              | P 3.0    | 4  | Porsche System Engineering Ltd.   | George Follmer Joe Buzzetta                   | Porsche 908            | 13  |

### Nur in der Meldeliste
Hier finden sich Teams, Fahrer und Fahrzeuge, die ursprünglich für das Rennen gemeldet waren, aber aus den unterschiedlichsten Gründen daran nicht teilnahmen.
| Pos. | Klasse   | Nr. | Team              | Fahrer                 | Chassis                |
| ---- | -------- | --- | ----------------- | ---------------------- | ---------------------- |
| 29   | GT + 2.0 | 62  | Lodge Steak House | Don Yenko John Bushell | Chevrolet Corvette 427 |

### Klassensieger
| Klasse   | Fahrer        | Fahrer                    | Fahrzeug               | Platzierung im Gesamtklassement |
| -------- | ------------- | ------------------------- | ---------------------- | ------------------------------- |
| P 3.0    | Dick Thompson | Ray Heppenstall           | Howmet TX Continental  | Rang 3                          |
| P 2.0    | Charlie Kolb  | Ricardo Rodríguez-Cavazos | Ferrari Dino 206S      | Rang 7                          |
| S 5.0    | Jacky Ickx    | Lucien Bianchi            | Ford GT40              | Gesamtsieg                      |
| S 2.0    | Werner Frank  | Ralph Trieschmann         | Porsche 906E           | Rang 4                          |
| GT + 2.0 | Bob Johnson   | Robert Johnson            | Chevrolet Corvette 427 | Rang 11                         |
| GT 2.0   | Bert Everett  | Peter Gregg               | Porsche 911T           | Rang 8                          |

### Renndaten
- Gemeldet: 29
- Gestartet: 28
- Gewertet: 15
- Rennklassen: 6
- Zuschauer: unbekannt
- Wetter am Renntag: heiß und trocken
- Streckenlänge: 3,701 km
- Fahrzeit des Siegerteams: 6:00:26,080 Stunden
- Gesamtrunden des Siegerteams: 286
- Gesamtdistanz des Siegerteams: 1058,626 km
- Siegerschnitt: 176,225 km/h
- Pole Position: Jo Siffert – Porsche 908 (#1) – 1:10,200 = 189,820 km/h
- Schnellste Rennrunde: Jacky Ickx – Ford GT40 (#5) – 1:11,100 = 187,418 km/h
- Rennserie: 8. Lauf zur Sportwagen-Weltmeisterschaft 1968